# Torneo de Doha 2017
El Qatar ExxonMobil Open 2017 fue un evento de tenis de la ATP World Tour 250 serie, se disputó en Doha, Catar en el Khalifa International Tenis Complex desde el 2 de enero hasta el 7 de enero de 2017.

## Distribución de puntos
| Modalidad            | Campeón | Finalista | Semifinales | Cuartos de final | 2ª ronda | 1ª ronda | Clasificados | 2ª ronda de clasificación | 1ª ronda de clasificación |
| Individual masculino | 250     | 165       | 100         | 50               | 25       | 0        | 13           | 7                         | 0                         |
| Dobles masculino     | 250     | 150       | 90          | 45               | 20       | 0        | -            | -                         | -                         |

## Cabeza de serie

### Individual masculino
| Tenista               | Ranking | Preclasificada |
| Andy Murray           | 1       | 1              |
| Novak Djokovic        | 2       | 2              |
| Tomáš Berdych         | 10      | 3              |
| David Goffin          | 11      | 4              |
| Jo-Wilfried Tsonga    | 12      | 5              |
| Ivo Karlović          | 20      | 6              |
| Philipp Kohlschreiber | 32      | 7              |
| Marcos Baghdatis      | 35      | 8              |

- Tabla clasificatoria del 26 de diciembre de 2016.

### Dobles masculino
| Tenista                       | Ranking | Preclasificada |
| Jamie Murray Bruno Soares     | 7       | 1              |
| Mate Pavić Alexander Peya     | 52      | 2              |
| Vasek Pospisil Radek Štěpánek | 58      | 3              |
| Dominic Inglot Florin Mergea  | 69      | 4              |

## Campeones

### Individual masculino
Novak Djokovic venció a  Andy Murray por 6-3, 5-7, 6-4

### Dobles masculino
Jérémy Chardy /  Fabrice Martin vencieron a  Vasek Pospisil /  Radek Štěpánek por 6-4, 7-6(3)